# モンテズマ郡 (コロラド州)
モンテズマ郡（英: Montezuma County）は、アメリカ合衆国コロラド州の南西隅に位置する郡である。2010年国勢調査での人口は25,535人であり、2000年の23,830人から7.2％増加した。郡庁所在地はコルテス（人口8,482人）であり、同郡で人口最大の都市でもある。
郡内のメサ・ヴェルデ国立公園、古代国立保護区の峡谷群、ホーブンウィープ国立保護区では数多い古代インディアンの遺跡を保存しており、その中には有名な崖を刳り貫いた住居跡がある。またユトマウンテン・ユト族と呼ばれるユト族インディアンのウィーミヌチェ・バンドが住むユトマウンテン・インディアン居留地の大半が入っており、その本部はトワオクにある。

## 歴史
モンテズマ郡は西暦およそ600年から人類が住んでおり、12世紀には現在の人口の4倍にあたる10万人が住んでいたという推計がある。しかし、1200年から1300年の間に起こった様々な出来事のためにほとんど全ての町が放棄されることとなり、1870年代に再開拓が行われるまでは、移動型ユト族とナヴァホ族インディアン・バンドの競合する地域となっていた。1889年4月にコロラド州議会により、ラプラタ郡の西部が分離されてモンテズマ郡が創設された。郡名は、メキシコにあったアステカの有名な支配者モクテスマ2世に因んで名付けられた。メサ・ヴェルデ国立公園にある遺跡はアステカ文明時代のものと考えられている。

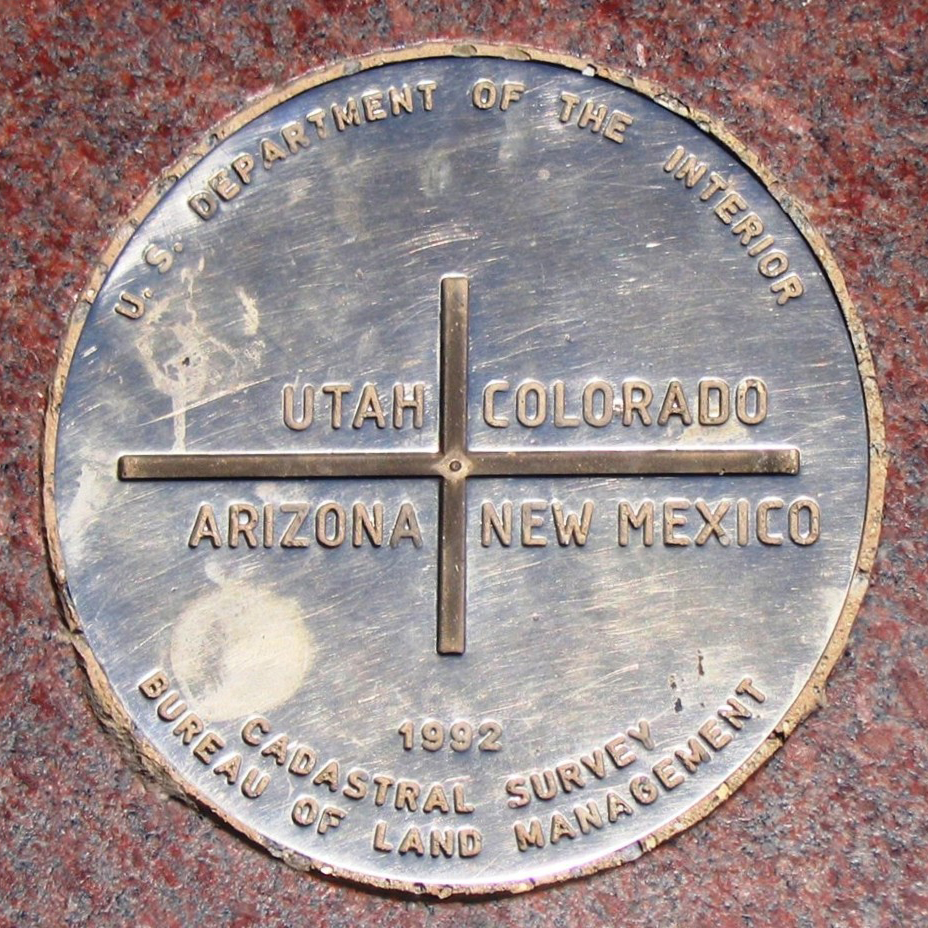
フォー・コーナーズ記念碑のコロラド州部分はモンテズマ郡内にある

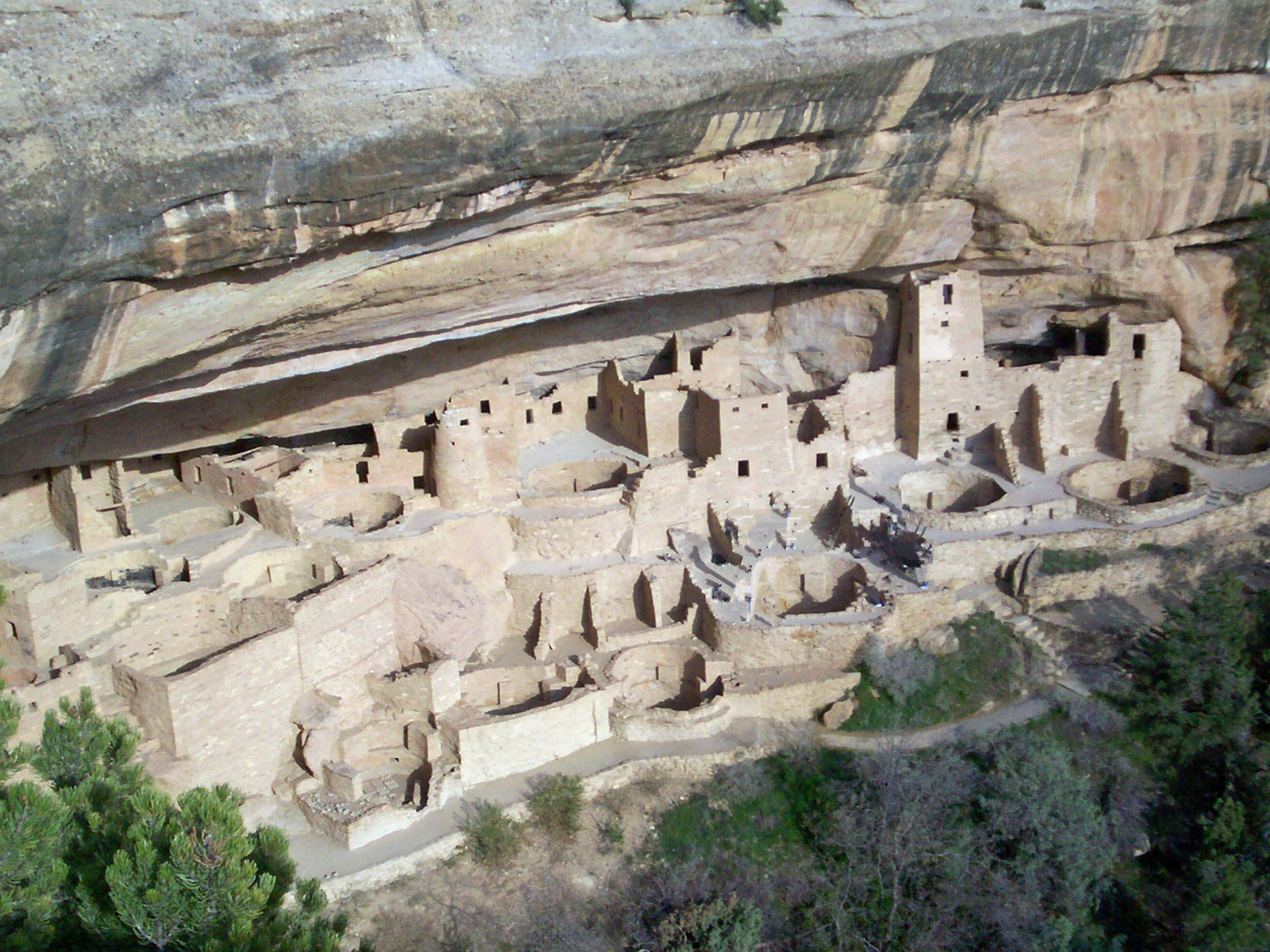
メサ・ヴェルデ国立公園の住居群

## 地理
アメリカ合衆国国勢調査局に拠れば、郡域全面積は2,039.97平方マイル (5,283.5 km2)であり、このうち陸地は2,036.63平方マイル (5,274.8  km2)、水域は3.34平方マイル (8.7 km2)で水域率は0.16％である。
郡内にはコルテス、ドロレスおよびマンコスという3つの法人化された自治体があり、他に未編入の町はトワオク、アリオラ、メサヴェルデ、レバノン、ストーナー、ウィーバー、バトルロックなどである。
郡内の土地のうち、およそ3分の1はインディアン居留地、3分の1は連邦政府の管理地（国立公園局、森林局および土地管理局）、残り3分の1が私有地あるいは州と郡の管理地である。標高は約6,000フィート (1,800 m) から14,000フィート (4,200 m) 以上まで変化し、コロラド高原砂漠から高山ツンドラまで地形が多様である。州内で2番目に大きいマカフィー貯水池など多くの大型貯水池や数多い民間の湖および池がある。土地の多くは灌漑を施された農地になっており、果物や豆類を生産する他、多くの牛や羊が飼われている。アメリカ国道160号線と同491号線（旧666号線）が郡内を通り、コルテスには市民空港がある。現在鉄道は通っていないが、1890年代にはマンコスとドロレスの町が鉄道の町として設立された。

### 隣接する郡
- ドロレス郡 - 北
- サンファン郡 - 北東
- ラプラタ郡 - 東
- サンファン郡 (ニューメキシコ州) - 南
- アパッチ郡 (アリゾナ州) - 南西隅
- サンフアン郡 (ユタ州) - 西

モンテズマ郡は、異なる3つの州（コロラド州、ニューメキシコ州、およびユタ州）にある同名の郡（サンフアン郡）と接することで、国内唯一の郡である。ただし、コロラド州のサンフアン郡とは点のみで接している。

## 人口動態
以下は2000年国勢調査による人口統計データである。
| 基礎データ - 人口: 23,830人 - 世帯数: 9,201 世帯 - 家族数: 6,514 家族 - 人口密度: 5人/km2（12人/mi2） - 住居数: 10,497軒 - 住居密度: 2軒/km2（5軒/mi2） 人種別人口構成 - 白人: 81.72% - アフリカン・アメリカン: 0.14% - ネイティブ・アメリカン: 11.23% - アジア人: 0.20% - 太平洋諸島系: 0.06% - その他の人種: 4.26% - 混血: 2.39% - ヒスパニック・ラテン系: 9.50% 年齢別人口構成 - 18歳未満: 27.5% - 18-24歳: 7.1% - 25-44歳: 26.3% - 45-64歳: 25.3% - 65歳以上: 13.8% - 年齢の中央値: 38歳 - 性比（女性100人あたり男性の人口） - 総人口: 96.7 - 18歳以上: 92.2 | 世帯と家族（対世帯数） - 18歳未満の子供がいる: 33.3% - 結婚・同居している夫婦: 56.4% - 未婚・離婚・死別女性が世帯主: 10.6% - 非家族世帯: 29.2% - 単身世帯: 24.6% - 65歳以上の老人1人暮らし: 9.3% - 平均構成人数 - 世帯: 2.54人 - 家族: 3.04人 収入と家計 - 収入の中央値 - 世帯: 32,083米ドル - 家族: 38,071米ドル - 性別 - 男性: 30,666米ドル - 女性: 21,181米ドル - 人口1人あたり収入: 17,003米ドル - 貧困線以下 - 対人口: 16.4% - 対家族数: 13.1% - 18歳未満: 23.2% - 65歳以上: 14.4% |

## 都市と町

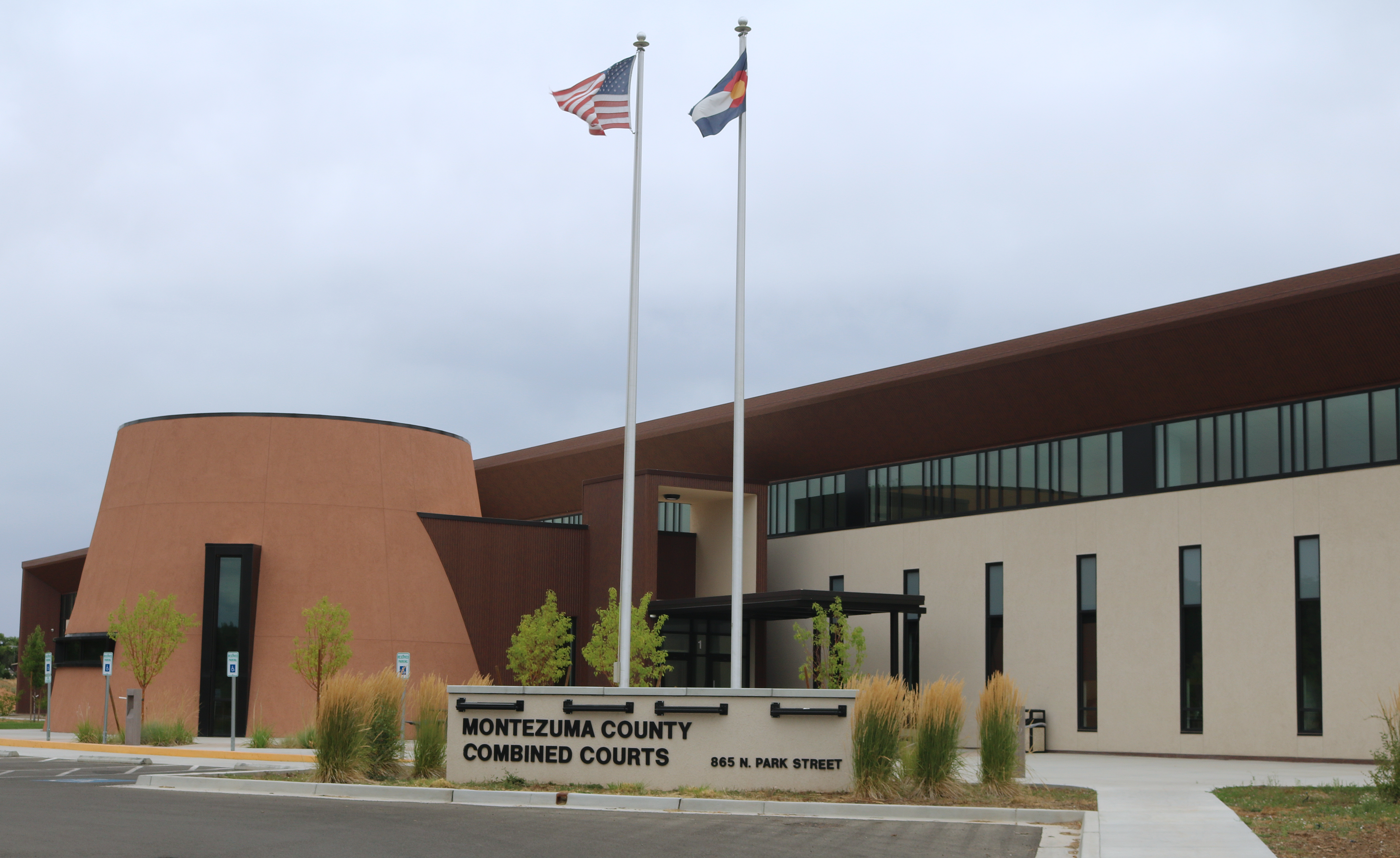
コルテスの郡庁

- コルテス - 郡庁所在地
- ドロレス
- マンコス
- トワオク

## 国立保護地域
- 古代国立保護区の峡谷群（部分） - 土地管理局の管理
- ホーブンウィープ国立保護区（部分）
- メサ・ヴェルデ国立公園、ユネスコの世界遺産
- ユッカ・ハウス国立保護区

## その他の保護地域
- ローリン遺跡国立歴史史跡、 古代国立保護区の峡谷群の一部
- マンコス州立公園
- メサ・ヴェルデ原生地
- サンフアン国立の森
- マカフィー貯水池

## 国立の道
- カリコ国立レクリエーション・トレイル
- ハイラインループ国立レクリエーション・トレイル
- オールド・スパニッシュ・トレイル国立歴史道
- ペトログリフ・ポイント国立レクリエーション・トレイル

## 国立景観道路
- サンフアン・スカイウェイシーニックバイウェイ
- トレイル・オブ・エンシャント・ナショナル・シーニック・アンド・ヒストリック・バイウェイ

## 自転車道
- グレートパークス自転車道
- ウェスタンエキスプレス自転車道